# Distrito de Paratía
Paratía es un distrito de la provincia de Lampa en el departamento peruano de Puno. En el año 2007 tenía una población de 5257 habitantes y una densidad poblacional de 7,1 personas por km². Abarca un área total de 745,08 km².
Desde el punto de vista jerárquico de la Iglesia católica forma parte de la diócesis de Puno en la arquidiócesis de Arequipa.

## Historia
El distrito fue creado mediante Ley N.º 12104 del 23 de abril de 1954, en el gobierno de Manuel A. Odría.

## Geografía
Paratia se encuentra ubicado en las coordenadas 15°27′29″S 70°36′27″O / -15.45806, -70.60750. Según el INEI, Paratia tiene una superficie total de 745,08 km². Este distrito se encuentra situado al centro de la provincia de Lampa, en la zona norte del departamento de Puno y en la parte sur del territorio peruano. Su capital Paratia se halla a una altitud de 4371 m s. n. m..
| Noroeste: distrito de Ocuviri    | Norte: distrito de Ocuviri y distrito de Palca | Noreste: distrito de Palca       |
| Oeste: distrito de Santa Lucía   |                                                | Este: distrito de Lampa          |
| Suroeste distrito de Santa Lucía | Sur: distrito de Santa Lucía                   | Sureste: distrito de Santa Lucía |

## Demografía
Según el censo peruano de 2007, había 5257 personas residiendo en Paratia. La densidad de población era 7,1 hab./km².

## Autoridades

### Municipales
- 2019 - 2022[5]
  - Alcalde: Lic. Hermes Cabana Cajia, del Frente Amplio para el Desarrollo del Pueblo.
  - Regidores:

  1. Wilfredo Marino Vilca Cabana (Frente Amplio para el Desarrollo del Pueblo)
  2. Dawin Cayllahua Mamani (Frente Amplio para el Desarrollo del Pueblo)
  3. Maimiliana Cabana Cabana De Cabana (Frente Amplio para el Desarrollo del Pueblo)
  4. Roxana Pacco Pacco (Frente Amplio para el Desarrollo del Pueblo)
  5. Mamerto Cabana Vilca (Poder Democrático Regional)

## Folclore
La Asociación Cultural Genuinos Ayarachis de Paratia, es una agrupación típica de la localidad de música sikuri integrada por residentes del distrito.